# Rebbachizaur
Rebbachizaur (Rebbachisaurus) – zauropod z rodziny rebbachizaurów (Rebbachisauridae).
Żył w okresie kredy (ok. 99 mln lat temu) na terenach Afryki. Długość ciała do 20 m. Jedynym gatunkiem, który z pewnością można zaliczyć do tego rodzaju, jest jego gatunek typowy R. garasbae, znany z kręgów grzbietowych, łopatki, kości ramiennej i kości krzyżowej odkrytych w Maroku. Lapparent (1960) opisał drugi gatunek R. tamesnensis, znany z czterech zębów odkrytych w Nigrze oraz różnych kości szkieletu pozaczaszkowego (m.in. kręgów, żeber, kości miednicy, kości przednich i tylnych kończyn) odkrytych w Algierii, Tunezji i Nigrze. Lapparent nie wyznaczył jednak formalnie holotypu nowego gatunku ani nie wymienił jego cech diagnostycznych; przynajmniej skamieniałości "R." tamesnensis z formacji Tiourarén w Nigrze mogą należeć do zauropodów z rodzaju Jobaria lub do możliwych przedstawicieli rodziny Camarasauridae.
Calvo i Salgado (1995) opisali trzeci gatunek, R. tessonei, na podstawie skamieniałości odkrytych w osadach formacji Candeleros w argentyńskiej prowincji Neuquén. W późniejszych publikacjach gatunek ten nie jest jednak zaliczany do rodzaju Rebbachisaurus. Wilson i Sereno (1998) oraz Upchurch, Barrett i Dodson (2004) zaliczyli ten gatunek do rodzaju Rayososaurus, zaś Salgado i współpracownicy (2004) uczynili go gatunkiem typowym odrębnego rodzaju Limaysaurus.